# Фестиваль «Орелі»
Орелі — всеукраїнський дитячий фольклорний фестиваль, який організовує Український центр народної культури «Музей Івана Гончара». Фестиваль проходить щорічно у травні на території музею Івана Гончара, вперше фестиваль 2010 році перемістився у Пирогів. Представляє дитячі фольклорні групи із різних куточків України, представників творчих студій та шкіл мистецтв, народних майстрів, фольклористів, психологів, екологів тощо. Мета фестивалю — впровадження найкращих здобутків української етнопедагогіки в сучасний виховний простір.

## Дійства
У рамках дводенної фольклорної програми представляються унікальні традиції весняних та літніх календарних свят у всьому розмаїтті регіональних проявів: веснянки  Слобожанщини, Полісся, Наддніпрянщини, гаївки Поділля та Львівщини, кущові обряди Рівненського Полісся, купальські обряди Київщини, Житомирщини та Півдня України.
На фестивалі безкоштовно організовуються майстер-класи та художні майстерні для дітей за участі художників та майстрів народної творчості: малювання на папері, полотні, асфальті, розпис на склі, розпис хатинок традиційними орнаментами, петриківський розпис, соломоплетіння, пташки з глини й тіста, свищики, витинанки, вироби з кукурудзиння, виготовлення та розпис кераміки, виготовлення ляльки з сіна, квітів, кукурудзи; майстер-класи гри на сопілці, дводенцівці, окарині; майстер-класи з гончарства, писанкарства, витинанки, ляльки-мотанки, соломоплетіння, випікання жайворонків із тіста, глиняної та дерев'яної іграшки тощо. Фестиваль «Орелі» представляє живу традицію дитячого фольклору, народних ігор та забав від учасників автентичних груп сіл Одеської, Житомирської та Вінницької областей, почути колискові для немовлят, відвідати школу казкарства для батьків від Сашка Лірника та школу козацького бойового Звичаю.
Для батьків та вчителів цікаве зазвичай не тільки це, а й семінари та лекції. На фестивалі діє також виставка-ярмарок українських видавництв, де можна придбати українські книжки, музику тощо.